# Luisa Tetrazzini

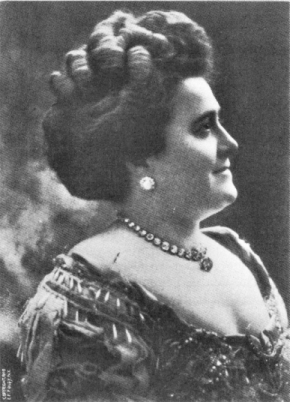
Luisa Tetrazzini

Luisa Tetrazzini (* 29. Juni 1871 in Florenz; † 2. Oktober 1940 in Mailand) war eine italienische Opernsängerin, von den 1890er Jahren bis in die 1920er Jahre einer der führenden lyrischen Koloratur-Sopranistinnen.

## Leben
Tetrazzini war die Tochter eines Uniformschneiders und begann früh zu singen, zunächst unterrichtet von ihrer Schwester Eva Tetrazzini (1862–1938), die ebenfalls eine erfolgreiche Sängerin wurde. Sie studierte am Instituto Musicale in Florenz bei Ceccherini und hatte ihr Debüt als Opernsängerin 1890 in Florenz, als sie für die Rolle der Inez in L’Africaine von Giacomo Meyerbeer einsprang.
Während der 1890er Jahre trat sie außer in Italien auch in St. Petersburg, Spanien und Südamerika (Buenos Aires 1898) auf. Nach London, Paris und New York wurde sie zunächst nicht eingeladen, da ihr Rollenfach der Koloratur-Partien als veraltet galt. 1905 gab sie ihr Debüt in den USA in San Francisco. Ihren eigentlichen Durchbruch hatte sie aber nach einer sehr erfolgreichen Aufführung von La traviata in ihrem Debüt im Royal Opera House Covent Garden im Herbst 1907. 1908 sang sie auch mit großem Erfolg in New York City in der Manhattan Opera Company von Oscar Hammerstein – an der Metropolitan Opera sang sie nur 1911 und 1912 (Toscanini lehnte eine Zusammenarbeit mit ihr ab). Nachdem sie in New York eine Weile wegen Vertragsstreitigkeiten nicht hatte singen können, erregte sie Aufsehen, als sie in einer Pressekonferenz erklärte, sie würde dafür in San Francisco auf der Straße singen, dort könne man noch frei singen. Das Versprechen löste sie Weihnachten 1910 ein. Sie sang an Lotta’s Fountain in der Market Street vor geschätzten 200.000 bis 300.000 Zuschauern.
Sie wurde für ihre Gesangstechnik und Stimme bewundert, nicht zuletzt von der berühmten Sopranistin Adelina Patti. Es sind auch viele Aufnahmen für Victor und „His Masters Voice“ erhalten. Tetrazzini war klein und neigte zur Fülle, so dass sie nach 1912 nur noch auf der Konzertbühne auftrat. Sie war lebenslustig und von lebhaftem Temperament. In Covent Garden war sie in heftige Fehden mit ihrer Konkurrentin Nellie Melba verwickelt. Sie war dreimal verheiratet. Da ihr dritter (sehr viel jüngerer) Ehemann ihr Vermögen durchbrachte, war sie später in den 1930er Jahren, als ihre Stimme längst abgebaut hatte, gezwungen, in Varietés aufzutreten. Sie starb verarmt in Mailand. Tetrazzini unterrichtete auch; unter anderem entdeckte sie Lina Pagliughi.

## Trivia
Die Gerichte „Truthahn Tetrazzini“ (Tacchino alla Tetrazzini) und Spaghetti Tetrazzini sind nach ihr benannt. Sie taucht im Roman „Where Angels fear to Tread“ von E. M. Forster auf.